# Несса Барретт
Джанесса Джайда Барретт (англ. Janessa Barrett; нар. 6 серпня 2002 року, Галлоуей, Нью-Джерсі, США) — американська співачка і авторка пісень. Барретт стала відома завдяки додатку для обміну відео TikTok у 2019 році та розпочала свою музичну кар'єру в середині 2020 року з випуску свого дебютного синглу «Pain».
Барретт випустила свій дебютний EP «Pretty Poison» 10 вересня 2021 року. Її пісня «I Hope Ur Miserable Until Ur Dead» увійшла до американського Billboard Hot 100 під номером 88 у серпні 2021 року, ставши її першим записом у чарті.

## Біографія

### Музична кар'єра
Барретт виросла в місті Галлоуей, штат Нью-Джерсі. Вона поділилася, що цікавилася музикою та письменством, «оскільки могла ходити і говорити» (інший варіант перекладу — «проповідувати», ориг. «since [she] could walk and talk»). Вона цитує таких артистів як Arctic Monkeys, Лана Дель Рей, Мелані Мартінес та The Neighborhood, які вплинули як на її звук, так і на її музичну естетику.
У 2019 році Барретт приєдналася до платформи TikTok, Станом на серпень 2021 року у неї набралося понад 16,5 мільйона підписників і понад 197,8 мільйона лайків на платформі. Незважаючи на труднощі, з якими вона зіткнулася як громадський діяч, вона пояснює, що «дуже захоплена тим, щоб бути справжньою та залишатися вірною собі у цифровій сфері».
Барретт розпочала свою музичну кар'єру в липні 2020 року, коли вона випустила свій дебютний сингл «Pain», заснований на фортепіанній баладі. Дебютний сингл Барретт був випущений невдовзі після підписання контракту з Warner Records, лейбл зв'язався з нею і підписав контракт після того, як виявив кліпи з її співом на TikTok. Барретт продовжила свою музичну кар'єру, маючи намір втілити темну атмосферу панк-року, випустивши свій другий сингл If U Love Me у жовтні 2020 року. Незабаром після цього, у грудні 2020 року, Барретт випустила пісню з похмурою інтерпретацією Santa Baby.
У лютому 2021 року Барретт випустила трек La Di Die спільно з Jxdn, спродюсований Тревісом Баркером. Барретт та її співавтор Jxdn разом із Баркером вперше виконали сингл наживо в епізоді Jimmy Kimmel Live від 7 квітня 2021 року! та знову виконали пісню на шоу Еллен ДеДженерес 12 квітня 2021 року.
25 червня 2021 року Барретт випустила «Counting Crimes».
Барретт підтвердила на шоу Zach Sang Show у липні 2021 року, що її дебютний EP називатиметься Pretty Poison . EP містить сім треків та був випущений 10 вересня 2021 року. Ця дата співпадає зі Всесвітнім днем запобігання самогубствам, який, за словами Барретт, повинен «показати, що за всім стоїть віра і що кожен може бути щасливим, коли йому це підходить». Барретт вперше потрапила до Billboard Hot 100 США у серпні 2021 року, коли її пісня «Hope Ur Miserable Until Ur Dead» дебютувала під номером 88.

## Дискографія

### Мініальбом
| Заголовок     | Деталі                                                                               | Пікові позиції у чартах |
| Заголовок     | Деталі                                                                               | US Heat. .              |
| ------------- | ------------------------------------------------------------------------------------ | ----------------------- |
| Pretty Poison | - Реліз: 10 вересня 2021 - Лейбл: Warner Records - Формати: цифровий реліз, стрімінг | 4                       |

### Сингли
| Заголовок                                                                        | Рік  | Пікові позиції у чартах | Пікові позиції у чартах              | Пікові позиції у чартах | Пікові позиції у чартах | Пікові позиції у чартах | Пікові позиції у чартах | Пікові позиції у чартах             | Пікові позиції у чартах | Пікові позиції у чартах | Пікові позиції у чартах | Сертифікати         | Альбом        |
| Заголовок                                                                        | Рік  | US </br>                | US<br id="mwfQ"><br></br> Rock </br> | AUS </br>               | CAN </br>               | СНД </br>               | IRE </br>               | NZ<br id="mwlw"><br></br> Hot </br> | RUS </br>               | UK </br>                | WW </br>                | Сертифікати         | Альбом        |
| -------------------------------------------------------------------------------- | ---- | ----------------------- | ------------------------------------ | ----------------------- | ----------------------- | ----------------------- | ----------------------- | ----------------------------------- | ----------------------- | ----------------------- | ----------------------- | ------------------- | ------------- |
| «Pain»                                                                           | 2020 | -                       | -                                    | -                       | -                       | -                       | -                       | 21                                  | -                       | -                       | -                       | Синглы вне альбомов |               |
| «If U Love Me»                                                                   | 2020 | -                       | -                                    | -                       | -                       | -                       | -                       | -                                   | -                       | -                       | -                       | Синглы вне альбомов |               |
| «La Di Die» (featuring Jxdn)                                                     | 2021 | -                       | 11                                   | -                       | -                       | 8                       | 45                      | 9                                   | 1                       | -                       | -                       | Синглы вне альбомов | - RIAA: Gold  |
| «I'm Dead» (featuring Jxdn)                                                      | 2021 | -                       | -                                    | -                       | -                       | -                       | -                       | -                                   | -                       | -                       | -                       | Синглы вне альбомов |               |
| «Counting Crimes»                                                                | 2021 | -                       | 46                                   | -                       | -                       | -                       | -                       | -                                   | -                       | -                       | -                       | Синглы вне альбомов |               |
| «I Hope Ur Miserable Until Ur Dead»                                              | 2021 | 88                      | 11                                   | 85                      | 53                      | -                       | 38                      | 5                                   | -                       | 75                      | 120                     |                     | Pretty Poison |
| «Dying on the Inside»                                                            | 2022 | -                       | 23                                   | -                       | -                       | 22                      | -                       | 14                                  | 15                      | -                       | -                       | Синглы вне альбомов |               |
| «—» означає треки, які не були випущені в цій країні або не потрапили до чартів. |      |                         |                                      |                         |                         |                         |                         |                                     |                         |                         |                         |                     |               |

## Нагороди та номінації
| Премія                     | Рік  | Категорія | Результат | Посилання |
| -------------------------- | ---- | --- | --------- | --------- |
| Музична премія iHeartRadio | 2021 | style="background: #FDD; color: black; vertical-align: middle; text-align: center; " class="no table-no2"\|Номінація | [ 33 ]    |           |